# کیل
کیل (به آلمانی: Kiel) () پرجمیعت‌ترین شهر و مرکز ایالت شْلسِویگ-هولِشتاین آلمان با ۲۳۶٬۰۰۰ نفر جمعیت است.
این شهر حدوداً در ۹۰ کیلومتری هامبورگ قرار دارد. این شهر شهری بندری بوده و دریانوردی در آن رونق دارد.

## شهرهای خواهر
- برست، فرانسه (۱۹۶۴)
- کاونتری، بریتانیا (۱۹۶۷)
- واسا، فنلاند (۱۹۶۷)